# Jan Spiering
Jan Antonie (Jan) Spiering (Amsterdam, 8 februari 1937 - Amsterdam, 30 januari 1994) was een Nederlandse beeldhouwer.

## Leven en werk
Spiering groeide op in Nijmegen. Hij was tijdens zijn militaire dienst gelegerd in Soesterberg en volgde in die periode avondlessen boetseren bij Jan van Luijn. Hij kwam er vervolgens in het atelier te werken. Van 1960 tot 1965 studeerde hij, onder Piet Esser, aan de Rijksakademie van beeldende kunsten in Amsterdam.
Naast beeldhouwer was Spiering docent, van 1974 tot 1980 aan de Nutsschool voor Beeldende Expressie en van 1980 tot en met 1987 aan de Rijksakademie. Hij won diverse prijzen voor zijn werk: de Prix de Rome in de categorie beeldhouwkunst (1965), de Buys van Hultenprijs (1975) en de Jeanne Oosting Prijs (1982).
Zijn werk was aanvankelijk figuratief, later meer abstract van aard. Naast grote beelden maakte hij ook kleiner werk, waaronder het beeldje voor de Prosceniumprijs in 1981. Op latere leeftijd ging Spiering ook aquarelleren. Hij werd in 1985 secretaris van de Hollandse Aquarellisten Kring.

## Werken (selectie)
- 1965 De Ontmoeting, Amersfoort
- 1968 De Balspelers, Utrecht
- 1968 Kangoeroe, Amersfoort
- 1973 Spelende kinderen, Breda
- 1975 Schapendrift, Leersum
- 1976 Mensen op strand met parasol, Amsterdam
- 1981 Vier koeien, Weesp
- 1983 Schapen met herder, Soest